# Victor Ferrier
Victor Ferrier (Bordeaux, ...) è un ex giocatore di football americano francese che ha giocato come defensive back.
Dopo aver iniziato la carriera negli Atlantes Côte Basque si è trasferito nelle giovanili e nella prima squadra dei Kangourous de Pessac ed è quindi passato ai Saarland Hurricanes. Al termine del contratto con gli Hurricanes va a giocare per i Berlin Rebels, per poi tornare in Francia ai Black Panthers de Thonon e nuovamente in Germania, prima per i Kiel Baltic Hurricanes e poi per gli Stuttgart Surge.

## Palmarès
- 1 World Games (2017)
- 1 Europeo (2018)